# Whitley Professor of Biochemistry
Whitley Professorship of Biochemistry är en professur vid Oxfords universitet, den första inom området biokemi vid universitetet. 
Lärostolen är knuten till Trinity College och instiftades av Edward Whitley.

## Innehavare
- Benjamin Moore 1920–1922
- Sir Rudolph Peters 1923–1954
- Sir Hans Adolf Krebs 1954–1967
- Rodney Robert Porter 1967–1985
- Sir Edwin Southern 1985–2005
- Kim Nasmyth 2006–